# Hieracium mukaczevense
Hieracium mukaczevense es una especie de planta con flor del género Hieracium, de la familia Asteraceae, orden Asterales.

## Distribución
Hieracium mukaczevense se distribuye por Ucrania.

## Taxonomía
Fue descrita científicamente por Üksip.